# Политковский, Александр Гаврилович
Александр Гаврилович Политковский (ум. 1853) — тайный советник, известный растратой инвалидного капитала.

## Биография
Старший сын сенатора Гавриила Герасимовича Политковского (1770—1824). Воспитывался в Московском университетском благородном пансионе. В молодости Политковский пытал свои силы и на литературном поприще: так, на концерте воспитанников Благородного пансиона 30 ноября 1819 года читался переведённый им с французского языка разговор «О том, как нужно объяснять Природу и самих себя, для довольства самими собой», а в части IV «Каллиопы» (1820) он напечатал статью: «Нечто о художествах мексиканских. Из Робертсоновой Истории Америки» (стр. 178—188).
Окончив там курс, 31 марта 1821 года вступил в службу в Цензурный комитет Министерства внутренних дел, где был впоследствии производителем дел. В 1828 году был управляющим делами Совета Главного штаба Его Императорского Величества по военным поселениям, получив звание камер-юнкера.
В 1831 году определился начальником 1-го отделения в канцелярию Комитета, Высочайше учреждённого в 18-й день августа 1814 года (фактически это был инвалидный фонд); с июня 1835 года был правителем, а с 1839 года — директором Канцелярии. 14 апреля 1840 года получил чин действительного статского советника, а ещё ранее в 1836 году — звание камергера и в 1851 году — чин тайного советника. Был награждён орденами Святой Анны 1-й степени, Святого Станислава 1-й степени, Святого Владимира 3-й степени, знаком отличия «За XXX лет беспорочной службы».

## Растрата и последствия
Конечно, Рылеев и его сообщники со мной не сделали бы этого!
Политковский оставил по себе печальную память растратой инвалидного капитала, дело о которой стало одним из самых громких в период правления Николая I.
По воспоминаниям современников, это был человек честолюбивый, дороживший своим положением в свете и ради поддержания этого положения готовый на всё; к тому же человек, любивший хорошо пожить. Занимая скромное место, не допускавшее роскоши, Политковский, однако, гремел по Петербургу своим богатством. Люди, близко знавшие его домашнюю жизнь, рассказывали невероятные вещи о его баснословной роскоши. Большинство было уверено, что Политковский получает большие доходы с имений (которых у него не было), от карт (рассказывал, что крупно выигрывал у миллионера Саввы Яковлева и генерала Леонтия Дубельта, по слухам, выигрывал наоборот Дубельт) и так далее. Последние, действительно, приносили Политковскому значительный доход: у себя он устроил нечто вроде игорного дома. Но главным источником средств к жизни для Политковского всё-таки был тот инвалидный капитал, которым он заведовал. Из этого фонда он успел растратить, по разным источникам, от 930 тысяч до 1 миллиона 200 тысяч рублей.
Лишь только стали ходить неопределённые слухи о растрате инвалидного капитала, тотчас же, несмотря на все старания Политковского, суммы Комитета были подчинены ревизии Государственного контроля. Последний очень скоро открыл незанесение в книги 10 000 рублей. Началась переписка. Политковский уклонялся от прямого ответа, но Госконтроль настаивал. Эта настойчивость побудила председателя и членов Комитета произвести ревизию. При известии об этом Политковский заболел и через несколько дней умер — 1 февраля 1853 года; ходили слухи, что он отравился. Сразу же его вдова и племянник принялись прятать особо ценные вещи по знакомым и отдавать их в заклад.
Тело Политковского убрали в мундир, вынесли в церковь, при большом стечении народа поставили на катафалк, кругом разместили на подушках многочисленные ордена покойного; приготовили даже некролог, который должен был появиться в «Русском инвалиде» в день похорон. Когда же открылась растрата и о ней доложено было императору Николаю Павловичу, он распорядился немедленно арестовать председателя и членов Комитета, лишить чинов и орденов и отдать под суд. Не обошли и Политковского — все ордена из церкви убрали, мундир сняли и после отпевания тело на паре лошадей отправили на кладбище.
Летом 1853 года в Петербурге прошли строжайшие ревизии в поисках казнокрадства. Некто Яковлев впоследствии покрыл растрату, за что получил Высочайшую благодарность, звание камергера, чин коллежского советника и орден Святого Владимира 3 степени.

## В художественной литературе
Делу Политковского посвящена историческая миниатюра Валентина Пикуля "Николаевские Монте-Кристо".